# Chi Bìm bịp
Bìm bịp là tên chung để chỉ khoảng 30 loài chim do tiếng kêu của chúng tương tự như "bìm bịp" vào mùa sinh sản (từ tháng 3 tới tháng 7 hàng năm). Các tác giả Sibley và Monroe coi chúng là một họ riêng rẽ có danh pháp Centropodidae (họ Bìm bịp) nhưng Howard-Moore vẫn tiếp tục phân loại chúng như là phân họ Centropodinae của họ Cu cu (Cuculidae). Tất cả các loài đều thuộc về chi Centropus. Không giống như nhiều loài chim dạng cu cu Cựu Thế giới, bìm bịp không phải là chim đẻ trứng nhờ. Ngược lại, chúng có nét đặc biệt riêng trong cơ chế sinh sản của mình: tất cả các thành viên trong chi này có vai trò giới tính bị đảo ngược ở các mức độ khác nhau sao cho con trống nhỏ hơn sẽ thực hiện phần lớn vai trò chăm sóc của chim bố mẹ. Ít nhất có một loài bìm bịp, như bìm bịp đen, có tính chất đa phu (nhiều chồng). Chứng cứ DNA gần đây cho rằng chúng nên được nâng cấp lên thành họ riêng, gọi là Centropodidae.

## Các loài
Các loài dưới đây xếp theo trật tự phát sinh loài và quan hệ gần giữa các loài.
- Centropus andamanensis: Bìm bịp nâu
- Centropus anselli: Bìm bịp Gabon
- Centropus ateralbus: Bìm bịp khoang
- Centropus bengalensis: Bìm bịp nhỏ
- Centropus bernsteini: Bìm bịp đen nhỏ
- Centropus celebensis: Bìm bịp vịnh
- Centropus chalybeus: Bìm bịp Biak
- Centropus chlororhynchos: Bìm bịp mỏ xanh
- Centropus cupreicaudus: Bìm bịp đuôi đồng
- Centropus grillii: Bìm bịp đen
- Centropus goliath: Bìm bịp Goliath
- Centropus leucogaster: Bìm bịp họng đen
- Centropus melanops: Bìm bịp mặt đen
- Centropus menbeki: Bìm bịp đen lớn
- Centropus milo: Bìm bịp đầu vàng sẫm
- Centropus monachus: Bìm bịp đầu xanh
- Centropus nigrorufus: Bìm bịp Sunda
- Centropus phasianinus: Bìm bịp gà lôi
  - Centropus phasianinus mui: Bìm bịp gà lôi Timor - tuyệt chủng? (cuối thế kỷ 20?)
- Centropus rectunguis: Bìm bịp ngón ngắn
- Centropus senegalensis: Bìm bịp Senegal
- Centropus sinensis: Bìm bịp lớn
- Centropus steerii: Bìm bịp mào đen
- Centropus superciliosus: Bìm bịp trán trắng
  - Centropus superciliosus burchelli: Bìm bịp Burchell, có thể tách ra thành loài riêng với danh pháp Centropus burchelli
- Centropus toulou: Bìm bịp Madagascar
  - Centropus toulou assumptionis: Bìm bịp đảo Assumption – nghi ngờ là khác biệt; tuyệt chủng (khoảng thập niên 1920)
  - Centropus toulou insularis: Bìm bịp Aldabra
- Centropus unirufus: Bìm bịp hung
- Centropus violaceus: Bìm bịp Papua New Guinea
- Centropus viridis: Bìm bịp Philippine

## Các loài khác
- Bìm bịp Kai, Centropus spilopterus, được Sách đỏ IUCN công nhận, nhưng IOC thì không công nhận.
- Centropus collosus, tuyệt chủng, biết đến từ thời kỳ thuộc kỷ Đệ Tứ tại hang Green Waterhole, Tantanoola, nam Australia.

## Hình ảnh

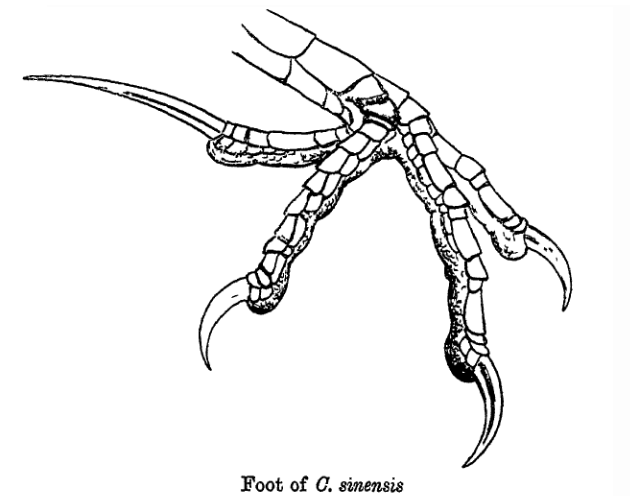
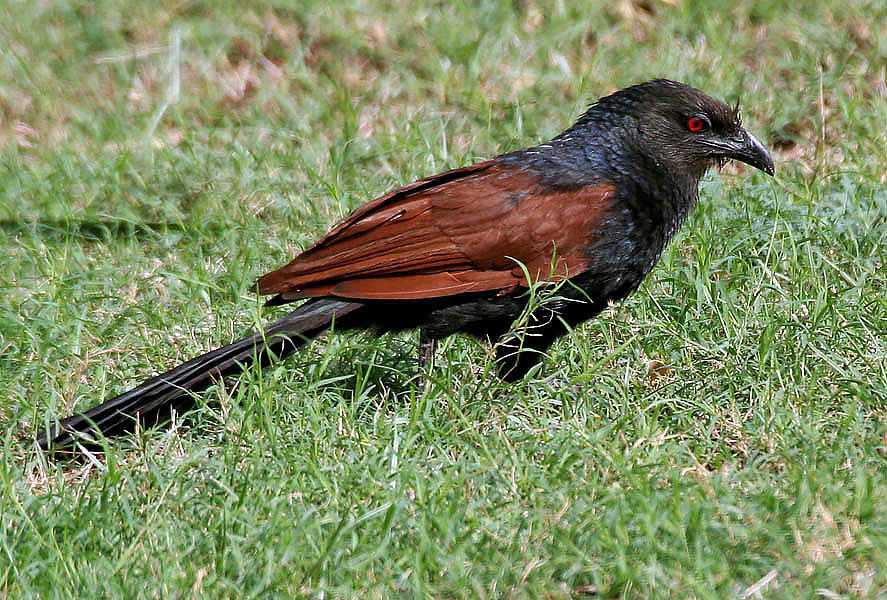
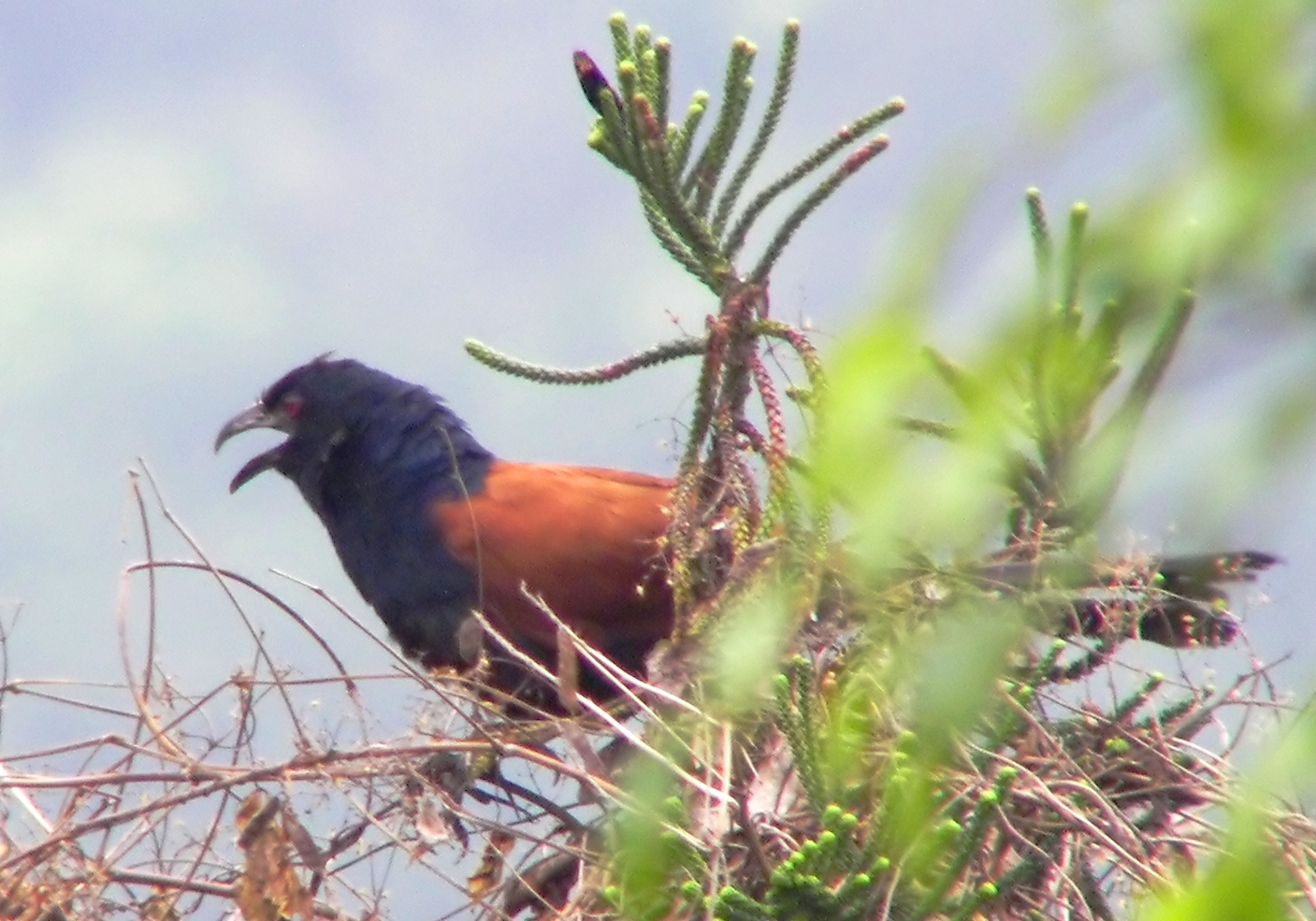
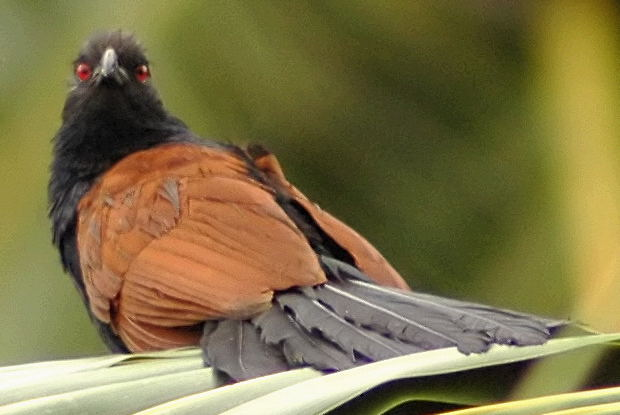